# Austral Líneas Aéreas
La Austral Líneas Aéreas era una compagnia aerea la cui sede è Buenos Aires, in Argentina. Veniva definita la compagnia sorella di Aerolíneas Argentinas ed era il secondo vettore di linea per i voli domestici in Argentina. La sua base era l'Aeroparque Jorge Newbery della capitale.

## Storia
Il vettore fu creato nel 1971 dopo la fusione tra la Austral Compañía Argentina de Transportes Aéreos e la Aerotransportes Litoral Argentino. A quel tempo la sua flotta consisteva in aerei quali il NAMC YS-11 oppure il BAC One-Eleven. Poi, nel 1987, la compagnia è stata acquistata da una holding, la Cielos del Sur. Nel 2001, la Grupo Marsans ha poi acquistato una partecipazione di maggioranza alla compagnia aerea.
Il 21 luglio 2008, il governo argentino ha ripreso il controllo del vettore, dopo aver acquistato il 99,4% del capitale sociale ed il rimanente 0,6% ha continuato ad essere di proprietà dei dipendenti della società. il 3 settembre 2008, il senato argentino ha approvato la nazionalizzazione di Aerolíneas Argentinas e della sua filiale Austral Lìneas Aéreas e nel giugno 2010 la stessa Aerolíneas Argentinas ha lanciato una nuova livrea per avere un aspetto più moderno. La nuova livrea assomiglia al colore blu della bandiera argentina e a quello giallo del sole ed una nuova immagine è stata data anche alla filiale Austral. Infatti, usando la stessa livrea di Aerolíneas Argentinas, Austral si differenzia per una linea rossa, proprio per non confondere le due compagnie. A settembre 2010 Austral ha ricevuto i primi due Embraer 190 su un totale 20 ordinati, che saranno consegnati fino a giugno 2011. Alla fine di queste consegne, gli MD80 sono stati ritirati dalla flotta.

## Flotta

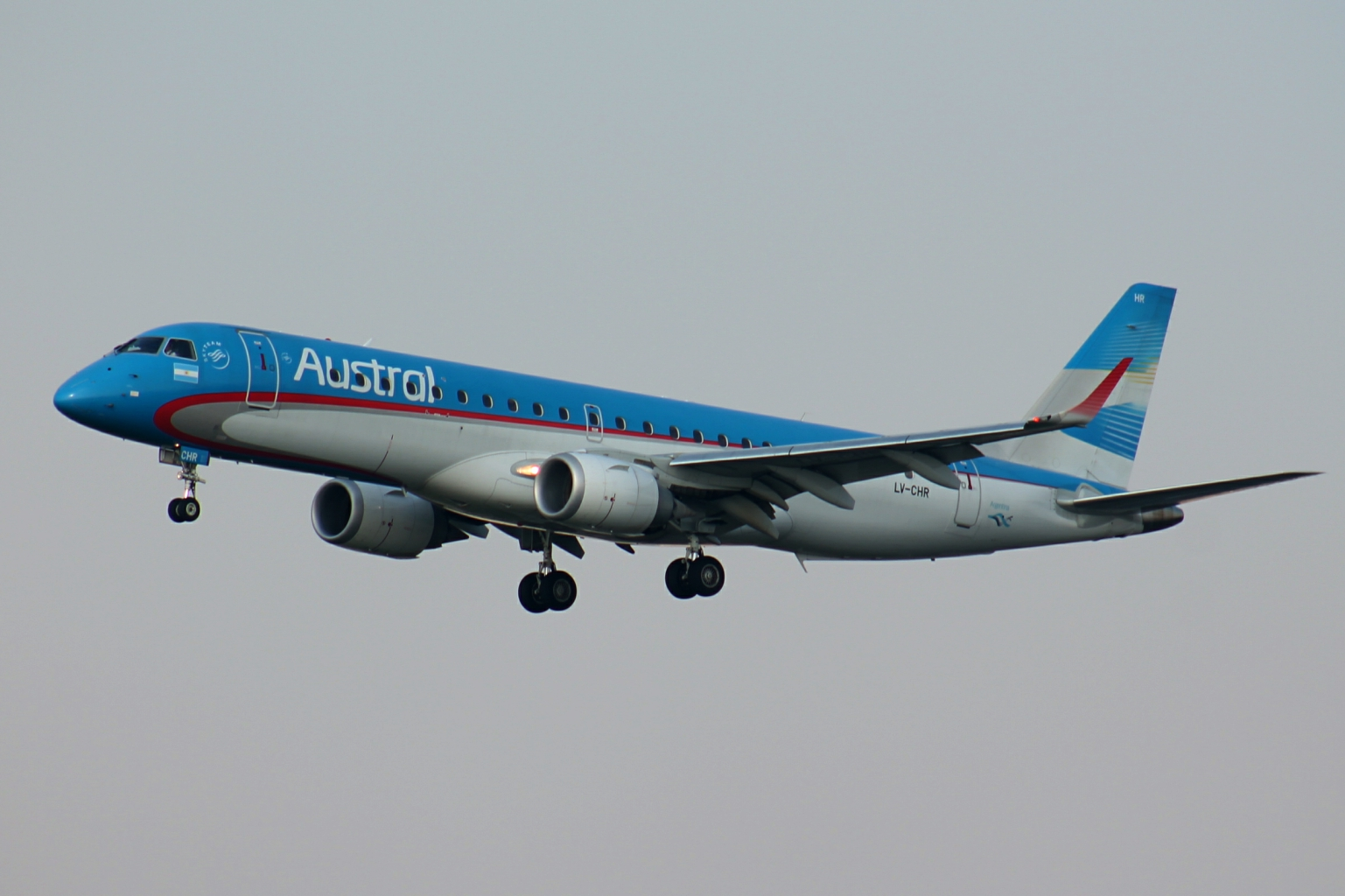
Un Embraer ERJ-190 di Austral Líneas Aéreas

A novembre 2020 la flotta Austral Líneas Aéreas risultava composta dai seguenti aerei:
| Aerei           | In flotta | Ordini | Passeggeri | Passeggeri | Passeggeri |
| Aerei           | In flotta | Ordini | C          | Y          | Totale     |
| --------------- | --------- | ------ | ---------- | ---------- | ---------- |
| Embraer ERJ-190 | 26        | 0      | 8          | 88         | 96         |
| Totale          | 26        | 0      | 8          | 88         | 96         |

## Flotta storica

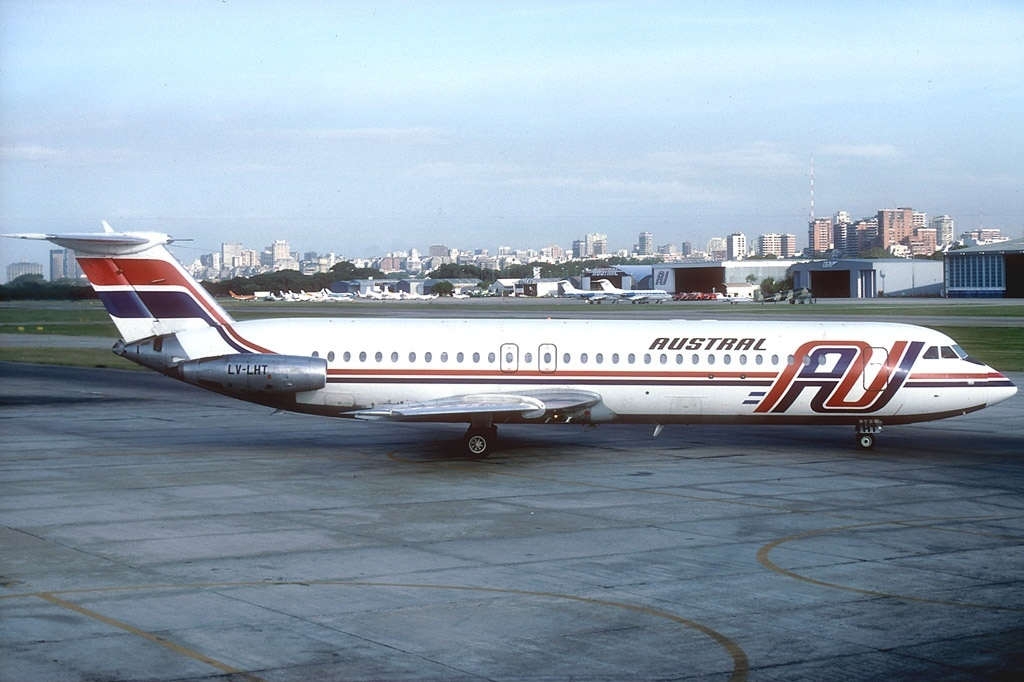
Un Bac One-Eleven 500 di Austral Líneas Aéreas

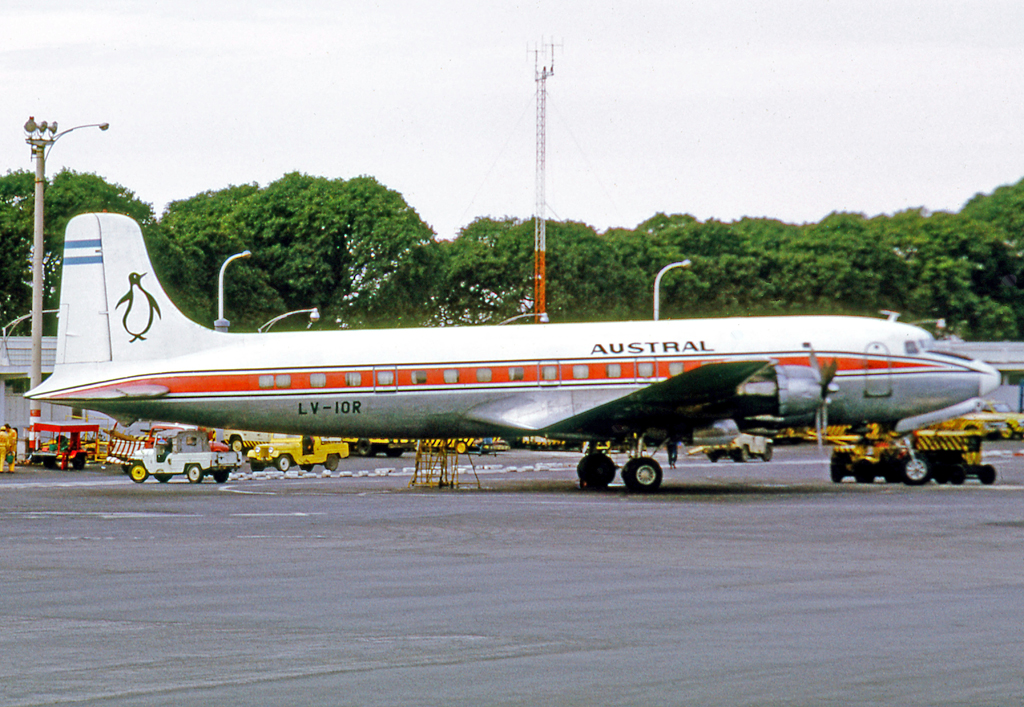
Un Douglas DC-6 di Austral Lines Aéreas.

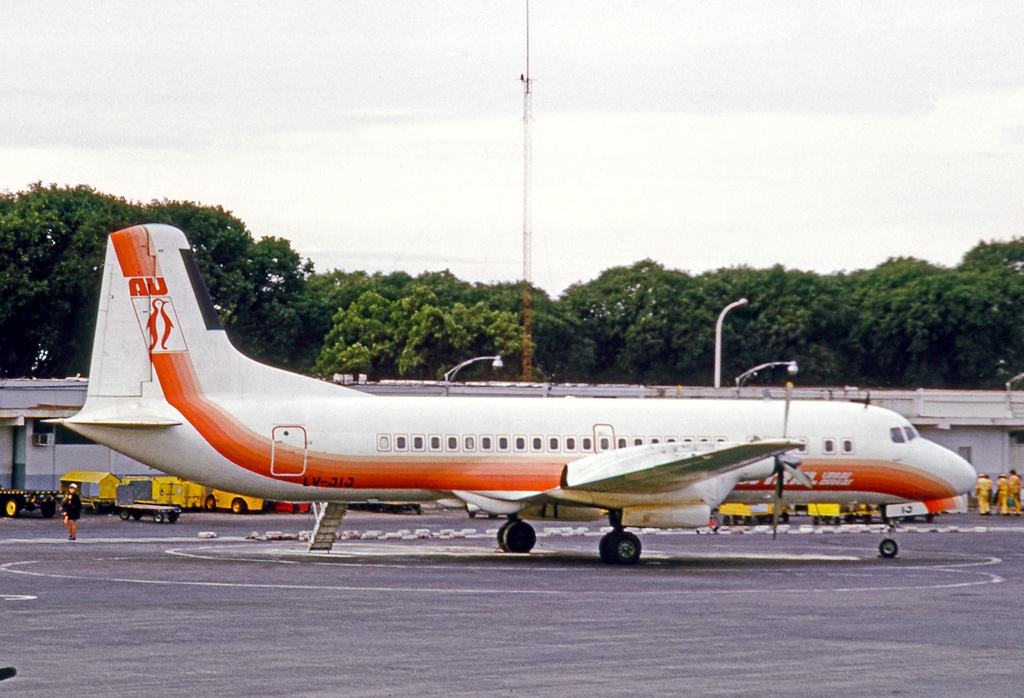
Un YS-11A-300 di Austral Lineas Aéreas.

Nel corso degli anni Austral Líneas Aéreas ha operato con i seguenti modelli di aeromobili:
- BAC One-Eleven 400
- BAC One-Eleven 500
- Boeing 737-200
- CASA CN-235[4]
- Curtiss C-46
- Douglas DC-4
- Douglas DC-6
- Douglas DC-6A
- Douglas DC-6B
- DC-9 Series 30
- DC-9 Series 50
- Fokker F27-100
- DC-9 Super 80
- McDonnell Douglas MD-81
- McDonnell Douglas MD-82[5]
- McDonnell Douglas MD-83
- McDonnell Douglas MD-88[5]
- YS-11-100
- YS-11A-300

## Incidenti
- Il 16 gennaio 1959, un Curtiss C-46 Austral che operava il volo 205 da Buenos Aires si schiantò in fase di atterraggio a Mar del Plata, uccidendo 51 occupanti tra membri dell'equipaggio e passeggeri. Le indagini rivelarono che la causa dello schianto fu un errore del pilota.
- L'8 novembre 1969, un BAC 1-11 Austral in volo da Buenos Aires a Córdoba (Argentina) venne dirottato su Montevideo, in Uruguay. Il dirottatore voleva arrivare a Cuba, ma si arrese ad un giorno dall'arrivo in Uruguay.
- Il 17 dicembre 1969, il motore di un C-46 Commando Austral con 2 membri dell'equipaggio a bordo smise di funzionare a causa dell'esaurimento di carburante subito dopo il decollo da Buenos Aires. Il velivolo non riuscì a salire sufficientemente di quota ed il pilota tentò un atterraggio di fortuna in un campo sportivo di piccole dimensioni. Fortunatamente, sono sopravvissuti entrambi i membri dell'equipaggio, senza gravi ferite.
- Il 15 agosto 1972, un BAC 1-11 Austral, che stava volando da Trelew a Buenos Aires, fu dirottato da 10 dirottatori verso Puerto Montt, in Cile. Si scoprì poi che i sequestratori avevano chiesto asilo politico e si arresero in meno di un giorno. Tutti gli occupanti dell'aereo, tra cui i dirottatori, sono sopravvissuti.
- Il 4 dicembre 1973, il motore di un BAC 1-11 Austral perse potenza durante la fase di decollo dall'aeroporto di Bahía Blanca (Argentina). Il velivolo si schiantò poco dopo la pista di decollo e poi slittò per qualche metro, provocando delle scintille che potevano infiammare il carburante fuoriuscito. Per fortuna, tutti i 68 passeggeri a bordo ed i 6 membri dell'equipaggio sono sopravvissuti.
- Il 21 novembre 1977, un BAC 1-11 Austral, che stava operando il volo 9 da Buenos Aires a San Carlos de Bariloche, ebbe problemi di pressurizzazione mentre stava salendo a 35.000 piedi di quota. In seguito, durante l'atterraggio all'aeroporto di San Carlos de Bariloche, l'aereo si è schiantato, uccidendo i 5 membri dell'equipaggio e 4 passeggeri dei 74 che erano a bordo.
- Il 27 gennaio 1978, un BAC 1-11 Austral, che era a terra all'aeroporto di Buenos Aires, venne danneggiato da una bombola di ossigeno che prese fuoco.
- Il 7 maggio 1981, un BAC 1-11 Austral, che stava operando il volo 901 da San Miguel de Tucumán, si schiantò in fase di atterraggio all'Aeroparque Jorge Newbery di Buenos Aires. La causa più probabile fu un errore del pilota e, inoltre, le condizioni meteo avverse. Morirono tutti i membri dell'equipaggio e tutti i passeggeri.
- Il 12 giugno 1988, un MD81 Austral, che stava operando il volo 46, si schiantò durante la fase di atterraggio all'aeroporto di Posadas. Morirono tutti i 6 membri dell'equipaggio e tutti i 16 passeggeri a bordo.
- Il 10 ottobre 1997, un Douglas DC-9-32 Austral, che stava operando il volo 2553, si schiantò vicino a Fray Bentos, in Uruguay, mentre stava viaggiando da Posadas a Buenos Aires. Tutti i 5 membri dell'equipaggio ed i 69 passeggeri a bordo morirono.
- Il 20 febbraio 2004, un MD81 Austral (marche LV-WPY), che stava operando il volo 2734, perse una ruota dopo la partenza dall'Aeroparque Jorge Newbery di Buenos Aires. La ruota sfondò una recinzione, finendo in un campo da golf proprio nei pressi dell'aeroporto. Alla fine, tutti gli occupanti del velivolo sopravvissero e l'aereo ricevette riparazioni temporanee, rientrando in servizio dopo alcuni mesi. Poi, verso la fine del 2006, Austral ha dovuto decidere se riparare definitivamente l'aereo, che sarebbe costato molto, oppure radiarlo dalla flotta. Alla fine, il 16 gennaio 2007, il velivolo compì il suo ultimo volo di linea verso Córdoba, per essere messo a terra fino all'11 luglio dello stesso anno, quando tornò a Buenos Aires per iniziare la cannibalizzazione. Così, è stato via via demolito, scomparendo nell'agosto 2008.